# Чобану (комуна)
Чобану (рум. Ciobanu) — комуна у повіті Констанца в Румунії. До складу комуни входять такі села (дані про населення за 2002 рік):
- Міорица (364 особи)
- Чобану (3153 особи) — адміністративний центр комуни

Комуна розташована на відстані 152 км на схід від Бухареста, 79 км на північний захід від Констанци, 78 км на південь від Галаца.

## Населення
За даними перепису населення 2002 року у комуні проживали 3517 осіб. Усі жителі комуни рідною мовою назвали румунську.
Національний склад населення комуни:
| Національність   | Кількість осіб | Відсоток |
| ---------------- | -------------- | -------- |
| румуни           | 3513           | 99,9%    |
| росіяни-липовани | 4              | 0,1%     |

Склад населення комуни за віросповіданням:
| Релігія       | Кількість осіб | Відсоток |
| ------------- | -------------- | -------- |
| православні   | 3516           | > 99,9%  |
| римо-католики | 1              | < 0,1%   |